# 布蘭登堡-施韋特的弗蕾德里克
布蘭登堡-施韋特的弗蕾德里克（德語：Friederike von Brandenburg-Schwedt，1736年12月18日—1798年3月9日），符騰堡公爵夫人，布蘭登堡-施韋特藩侯腓特烈·威廉的女兒、腓特烈大帝的外甥。許多19世紀及20世紀的歐洲貴族都流着她的血脈。

## 家庭
1753年，弗蕾德里克與符騰堡公爵腓特烈二世·歐根結婚，兩人共有8子4女：
- 腓特烈（1754年—1816年），符騰堡國王
- 路德維希（1756年—1817年）
- 歐根·腓特烈（1758年—1822年）
- 索菲·多蘿西亞（1759年—1828年），俄羅斯皇后
- 威廉·腓特烈·菲利普（1761年—1830年）
- 斐迪南·腓特烈·奧古斯特（1763年—1834年）
- 弗蕾德里克（1765年—1785年），歐登堡公爵夫人
- 伊莉莎白（1767年—1790年）
- 弗里德里克·威廉明妮·卡塔里娜（1768年—1768年），夭折
- 卡爾·腓特烈·海因里希（1770年—1791年）
- 亞歷山大（1771年—1833年）
- 海因里希·卡爾（1772年—1833年）